# De trolovade

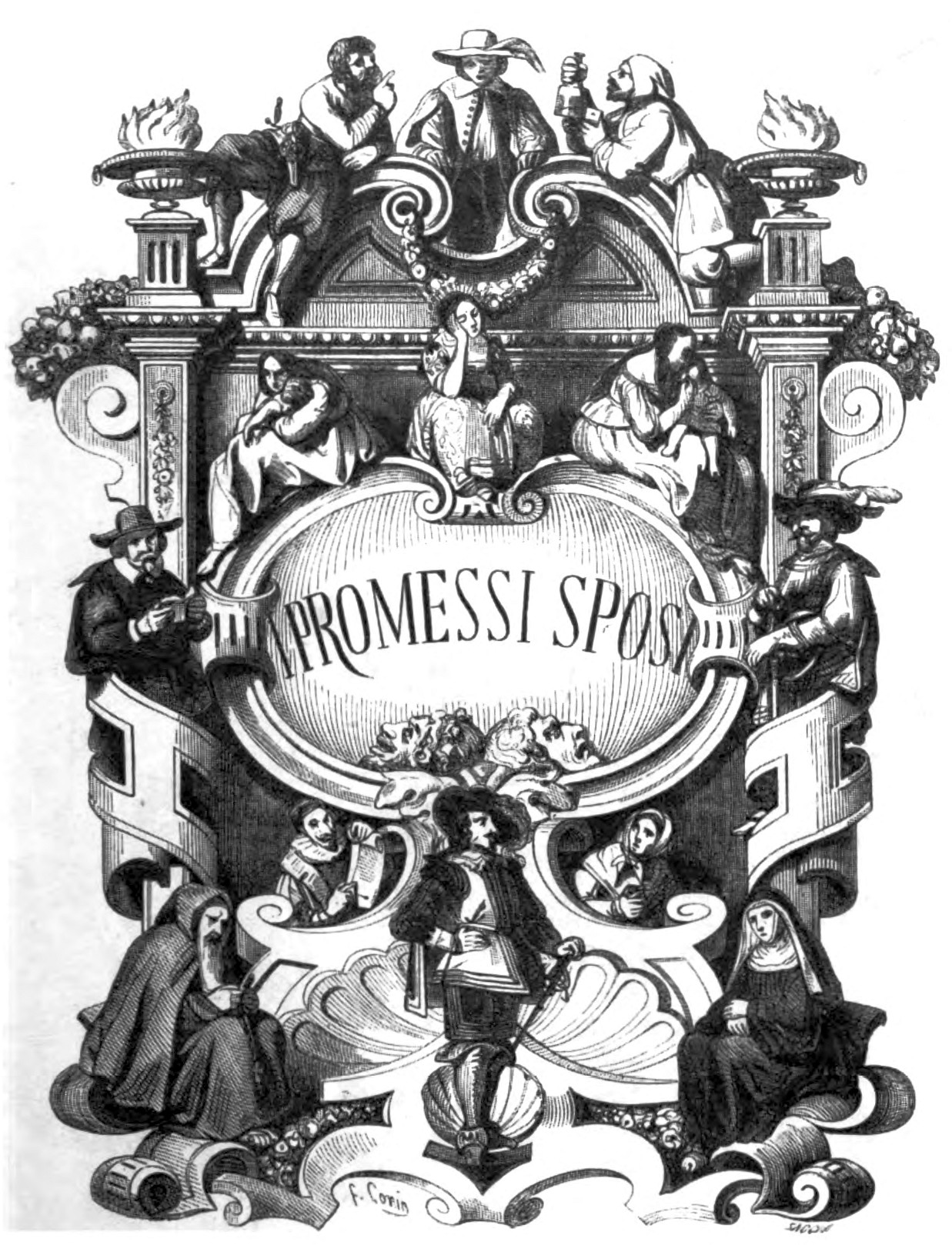
Frontespis från andra upplagan 1840.

De trolovade (originaltitel: I promessi sposi) är en roman från 1827 av Alessandro Manzoni. Den anses ha haft betydelse för det italienska skriftspråkets utveckling genom att Manzoni i sin slutgiltiga utgåva 1840 omarbetade boken, som ursprungligen var skriven på lombardisk eller milanesisk dialekt, till toskanska. Detta bidrog till att toskanskan blev norm när ett litterärt italienskt riksspråk växte fram. Den har även gjorts som musikal under originaltiteln I promessi sposi.

## Handling
Boken utspelar sig i Milano under början av 1600-talet då spanjorerna kontrollerade staden. Bonden Renzo och hans fästmö Lucia, de trolovade titeln syftar på, skiljs åt av adelsmannen Don Rodrigo som styr staden med stöd av spanjorerna. Don Rodrigo vill komma åt Lucia själv men hon rymmer och resten av boken handlar om parets äventyr tills de i slutet återförenas efter att bland annat ha varit med om pestens härjningar i Milano. Boken har ansetts ha en udd mot kyrkan, något som är tydligt i skildringen av den fege prästen Don Abbondio. Skildringen av det spanska förtrycket riktar sig egentligen mot det österrikiska styret i Norditalien på Manzonis egen tid. 

### Persongalleri
- Renzo (Lorenzo) - en ung bonde
- Lucia - hans fästmö
- Don Abbondio - präst
- Don Rodrigo - adelsman
- "Den namnlöse" (l'Innominato) - stråtrövarhövding

## Historia
De trolovade var i likhet med många andra romaner som gavs ut i Europa på 1820-talet tydligt påverkad av Walter Scotts historiska romaner (Ivanhoe mfl). Romanen blev en stor succé och hyllades bland annat av Goethe. I Italien har romanen historiskt sett spelat en betydande politisk och kulturell roll under landets enande och i skapandet av ett italienskt riksspråk med toskanskan som modell. Fortsatt har den en mycket stark ställning i italienska skolor och i italienska medier refereras ofta till personer och händelser i boken.

## Svenska översättningar
- Alessandro Manzoni: De trolovade. Översättning Lisa Lundh. Stockholm: Bonniers 1951.
- Alessandro Manzoni: De trolovade. Översättning Harry Lundin. Udevalla: Niloe 1974.